# 国際助産師の日
国際助産師の日(International Day of the Midwives)は、1991年5月7日に初めて祝われ、以来世界50ヵ国以上で行事が催されている。
助産師に感謝する記念日を設けるという発想は、1987年にオランダのハーグで開催されたICM国際助産師連盟の会議「国際助産師の日」の創設が提案され、理事会で検討することになる。
1990年10月、ICM神戸大会(日本)の国際評議会で、5月5日を「国際助産師の日」とすることを決定した。
「国際助産師の日」テーマは、執行委員会から「2000年までにすべての人々に安全な出産を」とする提案があり、全会一致で承認され、2000年まではこのテーマを継続することが決議された。

1992年の5月5日を最初の「国際助産師の日」とした。各年度のテーマと3年ごとのテーマが定められている。
2014年にはイラン やニュージーランド でも各国の助産師協会により、啓蒙的な集会などのイベントや、助産師の情報交換のための会議やワークショップなどが開催される。
日本でも、各都道府県の助産師協会が中心になってで妊婦体験、妊娠・出産・育児の相談や講演会のイベント、ICMセーフマザーフッド基金への募金集めなどが行われる。